# Lehtse

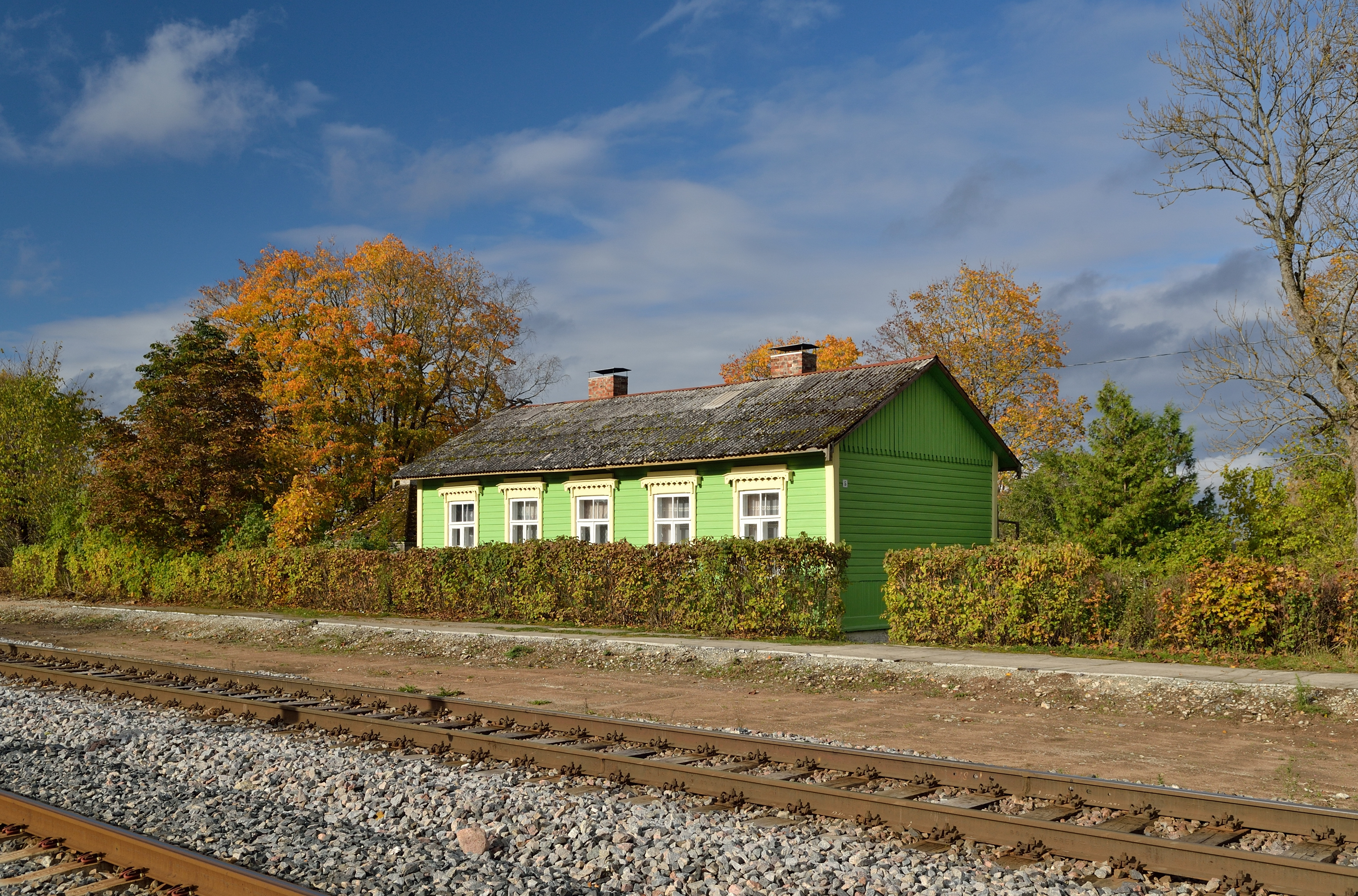
Bahnhofsgebäude Lehtse

Lehtse (deutsch Lehtis bzw. Lechts) ist ein Dorf (alevik) in der Landgemeinde Tapa im estnischen Landkreis Lääne-Viru. Bis 2005 war Lehtse eine eigene Landgemeinde im Landkreis Järva; dann entstand aus dem Zusammenschluss mit der Stadt Tapa und der Landgemeinde Saksi die Landgemeinde Tapa. Das Dorf Lehtse hat 585 Einwohner (Stand 2000).
Lehtse verfügt über einen 1896 eingeweihten Bahnhof an der Eisenbahnlinie Tallinn – Tapa. Das Dorf selbst entstand erst nach Fertigstellung der Eisenbahnstrecke Tallinn – Sankt Petersburg im Jahre 1870.
Lehtse ist der Geburtsort des estnischen Politikers Artur Sirk (1900–1937) und der Sängerin Elina Born (* 1994).

## Gutshaus Lehtse
Bekannt ist vor allem das historische Gutshaus von Lehtse (estnisch Lehtse mõis). Es liegt etwa drei Kilometer vom heutigen Dorfkern entfernt. Im Jahr 1467 übereignete der Ordensmeister des Deutschen Ordens das Gut dem deutschbaltischen Adligen Hans von Lechtese. Nach dem Großen Nordischen Krieg gehörte das Gutshaus der Familie von Derfelden, anschließend der Familie von Rosen. 1780 wurde auf dem Gut eine Glasmanufaktur gegründet. Von 1868 bis 1919 stand es im Eigentum des Barons Friedrich Alexander Georg von Hoyningen-Huene, eines bekannten Ornithologen und Schmetterlingssammlers.
Das eingeschossige Herrenhaus des Guts wurde Anfang des 19. Jahrhunderts errichtet und Ende des 19. Jahrhunderts im neogotischen Stil umgebaut. 1919 wurde das Gut enteignet und ging in das Eigentum des estnischen Staates über. 1933/34 wurde das Herrenhaus weitgehend zerstört. Heute sind noch die Keller erhalten. Zwei Kilometer südwestlich des Herrenhauses befinden sich am Oberlauf des Flusses Soodla die Ruinen einer alten Wassermühle.